# سالواتوره آکاردو
سالواتوره آکاردو (ایتالیایی: Salvatore Accardo؛ ‏ تلفظ ایتالیایی: [salvaˈto:re akˈkardo]؛ زادهٔ ۲۶ سپتامبر ۱۹۴۱) نوازندهٔ ویولن و رهبر ارکستر اهل ایتالیا است.
شهرت او به‌واسطهٔ ترجمان خاصش از آثار نیکولو پاگانینی است. او رئیس داوران بخش ویولن‌نوازی «رقابت‌های لون-تیبو-کرسپن» است.
وی همچنین دارندهٔ نشان شایستگی جمهوری ایتالیا و «نشان لیاقت فرهنگ» کشور موناکوست.